# 236988 Robberto
236988 Robberto este un asteroid din centura principală de asteroizi.

## Descriere
236988 Robberto este un asteroid din centura principală de asteroizi. A fost descoperit pe 25 august 2008 la La Sagra par l'Observatorio Astronómico de Mallorca. Asteroidul prezintă o orbită caracterizată de o semiaxă mare de 2,43 ua, o excentricitate de 0,20 și o înclinație de 2,0° în raport cu ecliptica.